# Ambasciatori bavaresi a Napoli
L'ambasciatore bavarese a Napoli era il primo rappresentante diplomatico della Baviera nel regno di Napoli (poi regno delle Due Sicilie).
Le relazioni diplomatiche iniziarono ufficialmente nel 1777. Dal 1851 al 1867 le funzioni dell'ambasciatore bavarese a Napoli vennero accorpate a quello bavarese presso la Santa Sede, che aveva sede a Roma.

## Regno di Baviera
...
- 1810–1815: Johann Casimir von Häffelin (1737–1827)

1815–1851: Interruzione delle relazioni diplomatiche
- 1851–1854: Karl von Spaur (1794–1854), Residente a Roma
- 1854–1867: Ferdinand von Verger (1806–1867), Residente a Roma

1867: Chiusura dell'ambasciata